# Novendiale
Das Novendiale, auch Novemdiale (lateinisch novendialis ‚neuntägig‘, von novem ‚neun‘ und dies ‚Tag‘) ist die neuntägige Trauerzeit nach dem Tod eines Papstes.
Den Zeitpunkt des Papstbegräbnisses legt die Generalkongregation, die Versammlung der Kardinäle während der Sedisvakanz, fest. Dieses ist in der Apostolischen Konstitution Universi Dominici gregis, Nr. 13 und 27, von Papst Johannes Paul II. festgelegt. Danach beginnt das Novendiale. Während dieser Zeit finden täglich besondere Trauergottesdienste im Petersdom statt, die jeweils von einem anderen hochrangigen Kardinal gefeiert werden, der auch die Predigt hält. Diese Predigten gelten nach dem Tod von Papst Franziskus als Gelegenheiten, sich vor dem Konklave öffentlich zum Franziskus-Pontifikat und Erwartungen an den nächsten Papst zu positionieren.
Bei den antiken Römern war das Novendiale die neuntägige Trauerzeit nach dem Tode eines Menschen. Der neunte Tag hieß coena novendialis (siehe Tacitus, Annales, 6, 5, 1 und Petronius, Satyricon, 65). An diesem wurde den Manen des Toten geopfert.